# Casbia irrorata
Casbia irrorata är en fjärilsart som beskrevs av Butler 1886. Casbia irrorata ingår i släktet Casbia och familjen mätare. Inga underarter finns listade i Catalogue of Life.